# Johan Frederik Fischer
Johan Frederik Fischer, född 3 augusti 1868 i Köpenhamn, död där 15 februari 1922, var en dansk läkare. 
Fischer blev candidatus medicinæ 1893 och praktiserade från 1896 i Köpenhamn som röntgenolog. Han blev 1898 chef för Kommunehospitalets röntgenlaboratorium och 1913 för alla kommunala röntgenkliniker. Åren 1898–1911 var han därjämte militärläkare. Han intog även framstående plats som kommunalman. 
Fischer var inom Danmark banbrytare på röntgenologins område och gjorde sig särskilt förtjänt om röntgenbehandlingen vid Basedows sjukdom. Han var en av redaktörerna för "Acta radiologica" och en av stiftarna av Nordisk forening for medicinsk radiologi.